# Кооператива Каза Мја (Рим)
Кооператива Каза Мја је насеље у Италији у округу Рим, региону Лацио.
Према процени из 2011. у насељу је живело 54 становника. Насеље се налази на надморској висини од 3 м.